# ら
ら en hiragana ou ラ en katakana sont deux kanas, caractères japonais qui représentent la même more. Ils sont prononcés /ɺa/ et occupent la 39e place de leur syllabaire respectif, entre よ et り.

## Origine
L'hiragana ら et le katakana ラ proviennent, via les man'yōgana, du kanji 良.

## Romanisation
Selon les systèmes de romanisation Hepburn, Kunrei et Nihon, ら et ラ se romanisent en « ra ».

## Tracé
L'hiragana ら s'écrit en deux traits.
1. Petit trait légèrement diagonal.

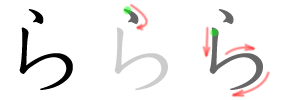
Ordre des traits pour ら

2. Trait débutant verticalement sous le premier, puis formant une large boucle ouverte sur la gauche.

Le katakana ラ s'écrit en deux traits.
1. Trait horizontal.

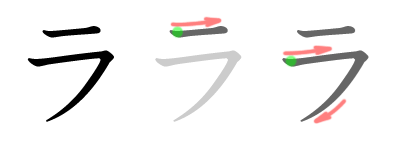
Ordre des traits pour ラ

2. Trait horizontal, sous le premier, suivi d'un trait diagonal de droite à gauche.

## Représentation informatique
- Unicode[1],[2] :
  - ら : U+3089
  - ラ : U+30E9